# Castianeira occidens
Castianeira occidens är en spindelart som beskrevs av Reiskind 1969. Castianeira occidens ingår i släktet Castianeira och familjen flinkspindlar. Inga underarter finns listade.